# ميسيل أسكوبادو
ميسيل أسكوبادو (بالإنجليزية: Angel Escobedo) هو مصارع هاوي أمريكي، ولد في 12 يناير 1987.

## روابط خارجية
- ميسيل أسكوبادو على موقع قاعدة بيانات المصارعة الدولية (الإنجليزية)